# Wilmer McLean

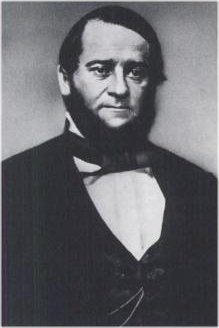
Wilmer McLean

Wilmer McLean was een keuterboer die nabij Manassas, naast de Bull Run in de Amerikaanse staat Virginia in 1861 een kleine boerderij bezat.
Op 21 juli 1861 werd rond zijn land de Eerste Slag bij Bull Run, de eerste grote veldslag van de Amerikaanse Burgeroorlog uitgevochten. Zijn huis werd door het Zuidelijke leger bezet als hoofdkwartier van generaal P.G.T. Beauregard en beschoten.
Na afloop van deze eerste dag was Wilmer de oorlog zo zat, dat hij zijn familie en spullen bijeen pakte en vertrok, richting "een gat in de grond dat zo klein is dat de oorlog me nooit meer kan vinden!"
Uiteindelijk streek de arme man daartoe neer in Appomattox Court House.
Op 9 april 1865 werd zijn huis daar ingevorderd door generaal Ulysses S. Grant, als het hoofdkwartier waar generaal Robert E. Lee zijn overgave tekende. De Amerikaanse Burgeroorlog begon in Wilmer McLean's voortuin en eindigde in zijn woonkamer.